# Jadwiga Dylik
Jadwiga Dylik, ps. „Jadzia”, „Jadźka”, „Jaga” (ur. 20 października 1915 w Bielsku, zm. 25 stycznia 1943 w KL Auschwitz) – polska nauczycielka, instruktorka harcerska w stopniu harcmistrza, działaczka polskiego podziemia w czasie II wojny światowej, łączniczka Delegatury Rządu na Kraj. Aresztowana w Wiedniu i rozstrzelana w KL Auschwitz wraz z grupą żołnierzy polskiego podziemia Obwodu Oświęcimskiego Związku Walki Zbrojnej – Armii Krajowej.

## Życiorys

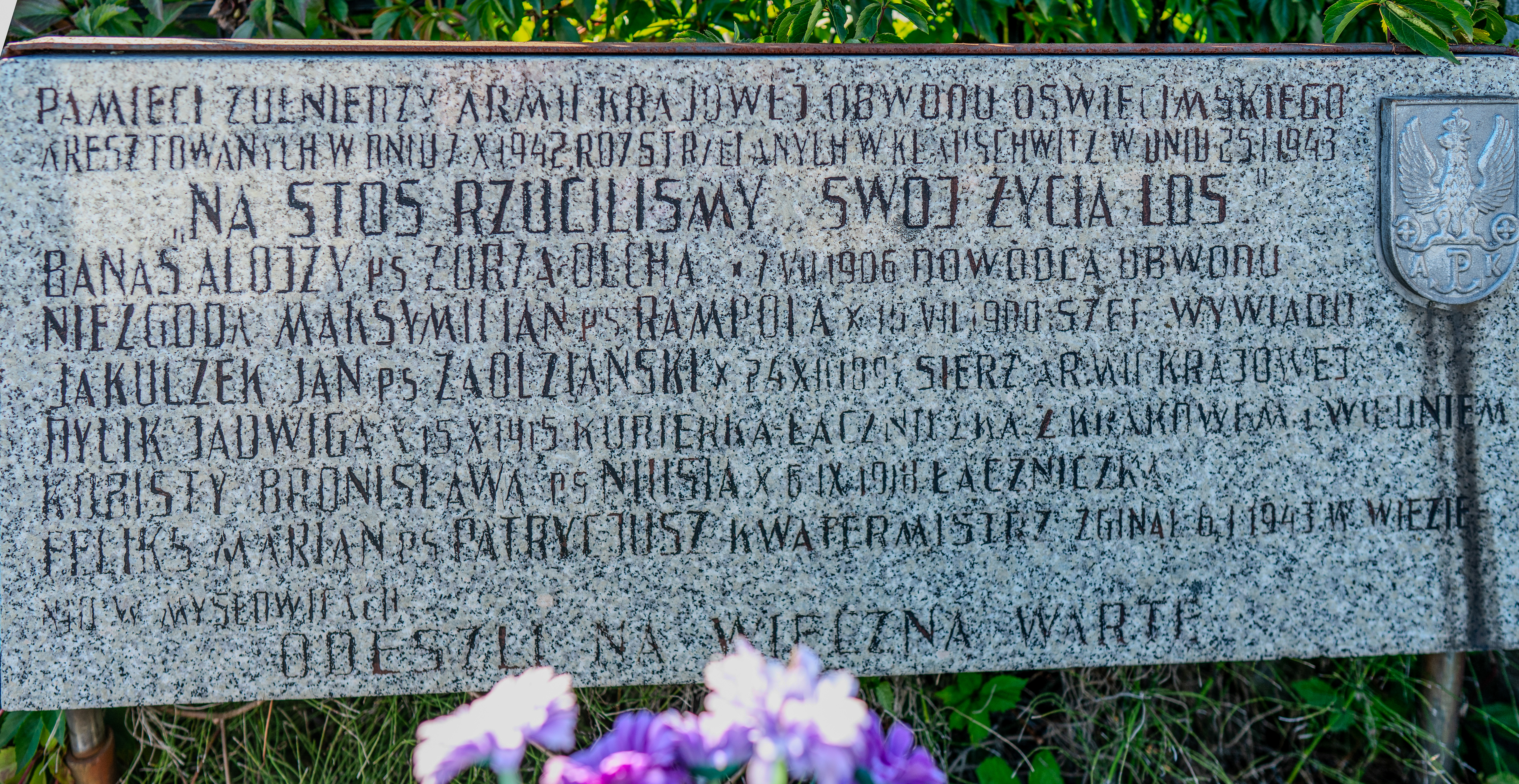
Tablica pamiątkowa znajdująca się na cmentarzu parafialnym w Oświęcimiu, na którym wyryto m.in. nazwisko Jadwigi Dylik (2024)

Urodziła się 20 października 1915 roku w Bielsku (późniejsza część Bielska-Białej). W latach międzywojennych pracowała na Górnym Śląsku jako nauczycielka, a egzamin nauczycielski złożyła w 1933 roku w Białej. Pracowała jako nauczycielka kontraktowa w szkole powszechnej w Wesołej (późniejsza część Mysłowic), gdzie też mieszkała. Do 15 czerwca 1937 roku pełniła także misję kanoniczną w Krasowach.
Już od wczesnej młodości działała w drużynach harcerskich. Zrzeszona była w Związku Harcerstwa Polskiego, gdzie była drużynową hufca w Mysłowicach Chorągwi Śląskiej. Była instruktorką harcerstwa o stopniu harcmistrza. Należała również do Przysposobienia Wojskowego Kobiet.
Po wybuchu II wojny światowej wyjechała z Górnego Śląska i zamieszkała u swojej rodziny w Oświęcimiu, gdzie przebywała w czasie niemieckiej okupacji. Od początku była włączona w struktury Związku Walki Zbrojnej – Armii Krajowej na ziemi oświęcimskiej.
Z chwilą uruchomienia obozu niemieckiego nazistowskiego obozu koncentracyjnego KL Auschwitz natychmiast zaczęto organizować pomoc dla osadzonych tam więźniów, dlatego też razem z siostrami uczestniczyła w organizowaniu wsparcia w Komitecie Pomocy Więźniom Politycznym Obozu Auschwitz. Ich dom położony przy obecnej ulicy Ł. Górnickiego w Oświęcimiu był kwaterą dla członków organizacji oraz punktem zbiorczo-rozdzielczym pomocy materialnej dla więźniów, gdzie magazynowano żywność, lekarstwa, środki opatrunkowe i ciepłą odzież. Stamtąd dostarczano je do obozu tajnymi drogami. Ich mieszkanie było także jednym z kilku lokali Obwodu Oświęcimskiego ZWZ-AK – znajdowała się tam skrzynka obwodowa oraz odbywały się odprawy komendy obwodu, a ona sama swój pokój miała na parterze i to tam odbywały się spotkanie konspiracyjne. 
Prócz pomocy materialnej przewoziła także tajną prasę i pośredniczyła w nielegalnej korespondencji więźniów z rodzinami. 
Od 1940 roku pracowała w konspiracji w Wydziale Łączności, a także prowadziła punkt kontaktowy „Soła” Komendy Obwodu Oświęcim Inspektoratu Bielsko. Pełniła obowiązki łączniczki i kurierki Centrali Wydziału Informacji Cywilnej Delegatury Rządu na Kraj. O jej zwerbowaniu do komórki wywiadu pod koniec 1940 roku zadecydowały zarówno jej biegła znajomość języka niemieckiego, jak i charakter pracy w sklepie skórzanym Wesołowskiego, w którym to w czasie okupacji pracowała. Właściciel garbarni w Oświęcimiu był pochodzenia czeskiego i był żonaty z Austriaczką z Wiednia, a przed wojną otrzymał polskie obywatelstwo. Mając możliwość wyjazdów służbowych do Wiednia, pełniła rolę kurierki do tamtejszej placówki wywiadowczej ZWZ dalekiego zasięgu o kryptonimie „Stragan”. Podjęła wówczas współpracę z por. Konstantym Kempą ps. „Tadeusz”, kierującym terenową siecią informacyjno-propagandową Delegatury Rządu Na Kraj Sekcji Zachodniej.
Na skutek denuncjacji została aresztowana 4 października 1942 roku w hotelu w Wiedniu, a w tym samym czasie aresztowano także grupę oświęcimską ZWZ na czele z Alojzym Banasiem. Okoliczności jej zatrzymania nie są znane, lecz wiązały się z ujawnieniem działań konspiracyjnych, jakie miały miejsce w Inspektoracie Bielskim ZWZ, w konsekwencji działań Stanisława Dembowicza ps. „Radom” i Mieczysława Mólki-Choynowskiego. Widziano ją pod eskortą „Radomia” na stacji w Dziedzicach w trakcie przesiadki z pociągu do Katowic. Osadzono ją najpierw w siedzibie Gestapo w Katowicach, a następnie w więzieniu Gestapo w Mysłowicach, gdzie przez trzy miesiące prowadzono śledztwo w jej sprawie. Była brutalnie przesłuchiwana. 
Dzięki kontaktom ZWZ z przychylnym im strażnikiem Emilem Lipowczanem udało się nawiązać z nią kontakt. Przekazywała grypsy do rodziny, w których wykazywała troskę o najbliższych, szczególności o matkę, którą starała się pocieszać. Z relacji współwięźniarek wynika, że miała świadomość co jej czeka i często śpiewem próbowała je pocieszać. Napisała w grypsie: „Czeka mnie śmierć, ale będę umierał w spokoju, bo nikogo nie zdradziłem”.
W wigilię 24 grudnia 1942 roku miała podczas widzenia otrzymać paczkę żywnościową, której zawartość rozdała później wszystkim współwięźniarkom. Dwa dni później została wywołana z celi i wsadzona do krytego pojazdu więziennego. Przewieziono ją do obozu KL Auschwitz, a w trakcie posiedzenia sądu doraźnego skazana została na karę śmierci. Rozstrzelano ją 25 stycznia 1943 roku w grupie 22 żołnierzy polskiego podziemia, w tym 6 osób walczących w ramach Obwodu Oświęcimskiego ZWZ-AK. Prócz niej byli to: Alojzy Banaś, Jan Barcik, Jan Jakuczek, Bronisława Kubisty i Maksymilian Niezgoda. Wyrok wykonano najprawdopodobniej w obozie macierzystym – w komorze gazowej i krematorium nr 1. Ich ciała po egzekucji spłonęły w tamtejszym krematorium. 

## Życie prywatne
Pochodziła z rodziny urzędnika kolejowego Józefa i Karoliny z domu Zdeb.
Miała trzy siostry i dwóch braci. Trójka z nich było z zawodu nauczycielami. Dwie z jej sióstr, Alfreda i Ernestyna, podczas II wojny światowej także działały w konspiracji. Obie były zagrożone aresztowaniem w związku z zatrzymaniem Konstantego Kempy ps. „Tadeusz”, lecz uniknęły losu ich siostry Jadwigi. Zdołały zbiec do Warszawy i przeżyły wojnę. Jej bracia w tym okresie pracowali jako robotnicy w hutach na Górnym Śląsku.

## Upamiętnienie
- Nazwisko na tablicy pamiątkowej znajdującej się na cmentarzu parafialnym w Oświęcimiu[23],
- Nazwisko na tablicy pamiątkowej przy kościele parafialnym parafii Wniebowzięcia Najświętszej Maryi Panny w Oświęcimiu, upamiętniających mieszkańców miasta zmarłych w KL Auschwitz[23].